# Israel Martínez
José Israel Martínez Salas (Ciudad de México, México; 14 de marzo de 1981) conocido como el Jagger Martínez, es un futbolista mexicano retirado que jugaba de mediocampista. Se retiró en el Celaya F. C. de la extinta Liga de Ascenso de México (hoy Liga de Expansión MX).

## Clubes
| Club                        | País   | Año         |
| --------------------------- | ------ | ----------- |
| Club América                | México | 2003-2004   |
| San Luis FC                 | México | 2004-2009   |
| Club América                | México | 2009-2011   |
| Querétaro FC                | México | 2011-2012   |
| Club de Fútbol Atlante      | México | 2012 - 2013 |
| Tiburones Rojos de Veracruz | México | 2013        |
| Club Celaya                 | México | 2015 - 2016 |